# Duval Valverde
Duval Valverde (n. Ventanas, Los Ríos, Ecuador; 3 de septiembre de 1987) es un futbolista ecuatoriano que juega de defensa central y su actual equipo es Liga Deportiva Universitaria de Portoviejo de la Serie A de Ecuador.

## Trayectoria

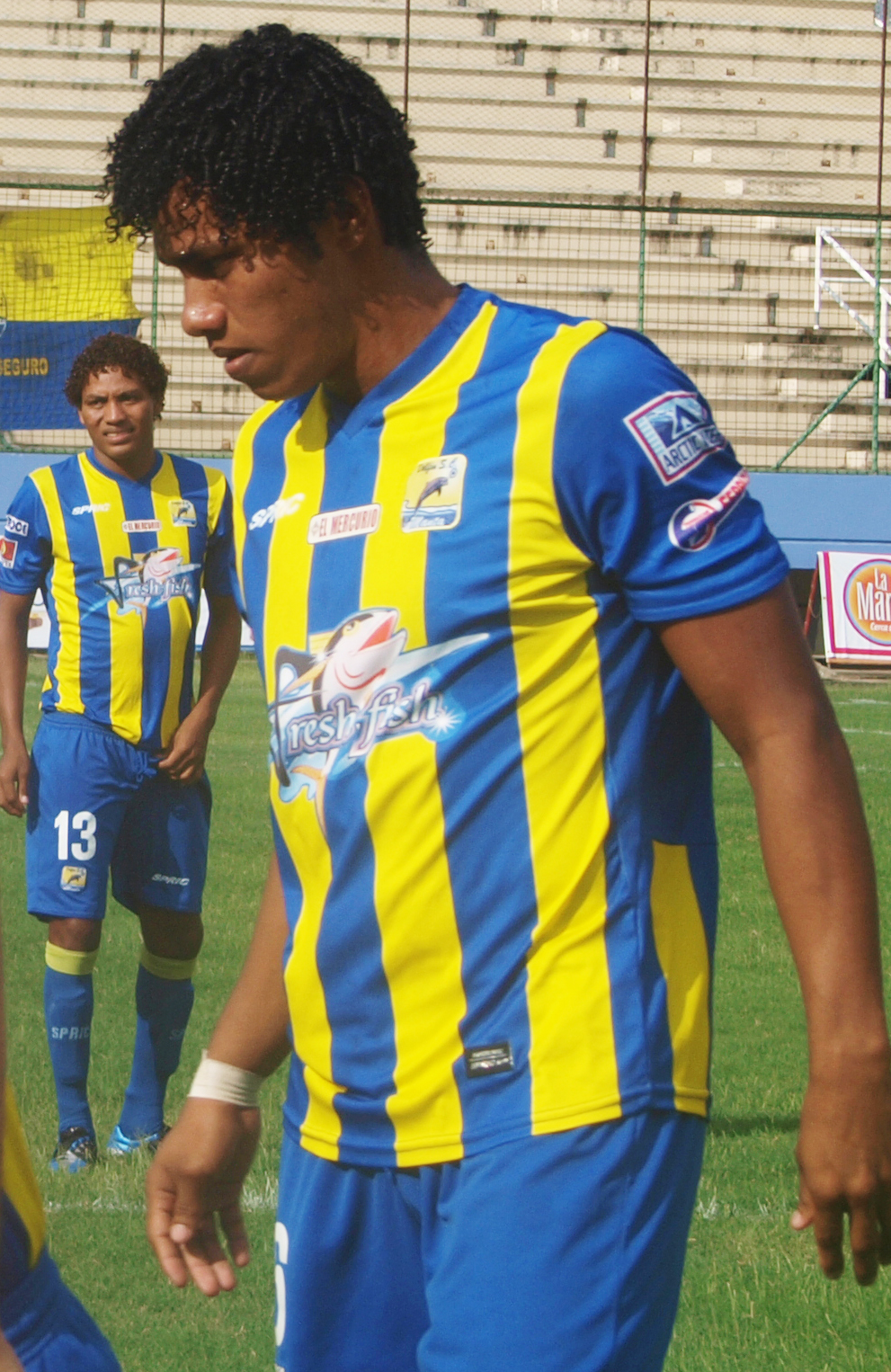
Duval en su llegada a Delfín.

Se inició como futbolista en el Jóvenes Deportistas en el 2004. Luego pasó al Barcelona Sporting Club para integrar la Sub-18, posteriormente fue adquirido por el Patria por dos temporadas 2006-2007, para la temporada 2008 fue adquirido por River Ecuador club donde se consagraría ya que consiguió el Torneo de Aso Guayas en el 2009, y ese mismo año logra asecender a la Serie B tras quedar Subcampeón de la Segunda Categoría, continuó en el club hasta el 2011 llegando a disputar más de 90 partidos. En el 2012 es contratado por Delfín de Manta ese año fue uno de los más destacados y estuvo a punto de ascender a la Serie B pero el club sufrió una derrota clave, pero la gloria no tardaría en llegar ya que al siguiente año logra el ansiado ascenso y el Campeonato, para el 2014 es ratificado para jugar Serie B ese año solo se consiguió la permanencia, pero para la siguiente temporada se conseguiría otro ascenso esta vez a la Serie A, Duval se ganó el cariño de la hinchada por la entrega y dedicación, llegaría a convertirse en uno de los jugadores históricos, pero lastimosamente no fue renovado para el 2016, y sorpresivamente el 17 de diciembre de 2015 fue anunciado como refuerzo de Liga de Portoviejo el eterno rival del cuadro Cetáceo.

## Selección nacional
Fue seleccionado juvenil en convocatorias previas al Campeonato Sudamericano Sub-20 de 2007 que se llevó a cabo en Paraguay, en dichas convocatorias compartió camerino con jugadores que se convertirían en grandes del fútbol Nacional, entre ellos Michael Arroyo, Polo Wila, Jaime Ayoví, Alexander Domínguez, Felipe Caicedo entre otros.

## Clubes
| Club                  | País    | Año             |
| --------------------- | ------- | --------------- |
| Jóvenes Deportistas   | Ecuador | 2004            |
| Barcelona SC (Sub-18) | Ecuador | 2005            |
| Patria                | Ecuador | 2006 - 2007     |
| River Ecuador         | Ecuador | 2008 - 2011     |
| Delfín SC             | Ecuador | 2012 - 2015     |
| Liga de Portoviejo    | Ecuador | 2016 - presente |

### Estadísticas
| Club                            | Temporada | Liga  | Liga  | Copa Nacional | Copa Nacional | Copa Internacional | Copa Internacional | Total | Total |       |
| Club                            | Temporada | Part. | Goles | Part.         | Goles         | Part.              | Goles              | Part. | Goles | Asis. |
| ------------------------------- | --------- | ----- | ----- | ------------- | ------------- | ------------------ | ------------------ | ----- | ----- | ----- |
| Jóvenes Deportistas · Ecuador   | 2004      | 5     | 0     | -             | -             | -                  | -                  | 2     | 0     | 0     |
| Jóvenes Deportistas · Ecuador   | Total     | 5     | 0     | -             | -             | -                  | -                  | 5     | 0     | 0     |
| Barcelona SC (Sub-18) · Ecuador | 2005      | 9     | 0     | -             | -             | -                  | -                  | 9     | 0     | 0     |
| Barcelona SC (Sub-18) · Ecuador | Total     | 9     | 0     | -             | -             | -                  | -                  | 9     | 0     | 0     |
| Patria · Ecuador                | 2006      | 11    | 0     | -             | -             | -                  | -                  | 11    | 0     | 0     |
| Patria · Ecuador                | 2007      | 8     | 1     | -             | -             | -                  | -                  | 8     | 1     | 0     |
| Patria · Ecuador                | Total     | 19    | 1     | -             | -             | -                  | -                  | 19    | 1     | 0     |
| River Ecuador · Ecuador         | 2008      | 20    | 1     | -             | -             | -                  | -                  | 20    | 1     | 0     |
| River Ecuador · Ecuador         | 2009      | 32    | 1     | -             | -             | -                  | -                  | 32    | 1     | 0     |
| River Ecuador · Ecuador         | 2010      | 26    | 1     | -             | -             | -                  | -                  | 26    | 1     | 0     |
| River Ecuador · Ecuador         | 2011      | 14    | 0     | -             | -             | -                  | -                  | 14    | 0     | 0     |
| River Ecuador · Ecuador         | Total     | 92    | 3     | -             | -             | -                  | -                  | 92    | 3     | 0     |
| Delfín SC · Ecuador             | 2012      | 20    | 1     | -             | -             | -                  | -                  | 20    | 1     | 0     |
| Delfín SC · Ecuador             | 2013      | 30    | 2     | -             | -             | -                  | -                  | 30    | 2     | 0     |
| Delfín SC · Ecuador             | 2014      | 17    | 0     | -             | -             | -                  | -                  | 17    | 0     | 0     |
| Delfín SC · Ecuador             | 2015      | 5     | 0     | -             | -             | -                  | -                  | 5     | 0     | 0     |
| Delfín SC · Ecuador             | Total     | 72    | 3     | -             | -             | -                  | -                  | 72    | 3     | 0     |
| Liga de Portoviejo · Ecuador    | 2016      | 7     | 0     | -             | -             | -                  | -                  | 7     | 0     | 0     |
| Liga de Portoviejo · Ecuador    | 2017      | 11    | 0     | -             | -             | -                  | -                  | 11    | 0     | 0     |
| Liga de Portoviejo · Ecuador    | 2018      | 33    | 2     | -             | -             | -                  | -                  | 33    | 2     | 0     |
| Liga de Portoviejo · Ecuador    | 2019      | 27    | 1     | -             | -             | -                  | -                  | 27    | 1     | 0     |
| Liga de Portoviejo · Ecuador    | Total     | 78    | 3     | -             | -             | -                  | -                  | 78    | 3     | 0     |
| Total                           | Total     | 275   | 10    | -             | -             | -                  | -                  | 275   | 10    | 0     |

- Actualizado al 02.12.15

## Palmarés

### Campeonatos nacionales
| Título            | Club      | País    | Año  |
| ----------------- | --------- | ------- | ---- |
| Segunda Categoría | Delfín SC | Ecuador | 2013 |
| Serie B           | Delfín SC | Ecuador | 2015 |